# جان اتکینسون گریمشاو
جان اتکینسون گریمشاو (به انگلیسی: John Atkinson Grimshaw) (۶ سپتامبر ۱۸۳۶–۱۳ اکتبر ۱۸۹۳) هنرمند دورهٔ ویکتوریایی است که به خاطر چشم‌اندازهای شبانهٔ مناظر شهری معروف است. امروزه او به عنوان یکی از نقاشان بزرگ عصر ویکتوریا در نظر گرفته می‌شود و همچنین یکی از بهترین و موفق‌ترین هنرمندان منظرهٔ شبانه و منظرهٔ شهری در تمام دوران‌ها است. کریستوفر وود، منتقد و مورخ نقاشی عصر ویکتوریا (۱۹۹۹) وی را «نقاشی برجسته» خواند.
عشق گریمشاو به واقع گرایی ناشی از علاقهٔ او به عکاسی بود.
نقاشی‌های اولیهٔ او با «JAG" , "J. A. Grimshaw» یا «John Atkinson Grimshaw» امضا شد، اما در نهایت «Atkinson Grimshaw» را برای امضا انتخاب کرد.

## زندگی

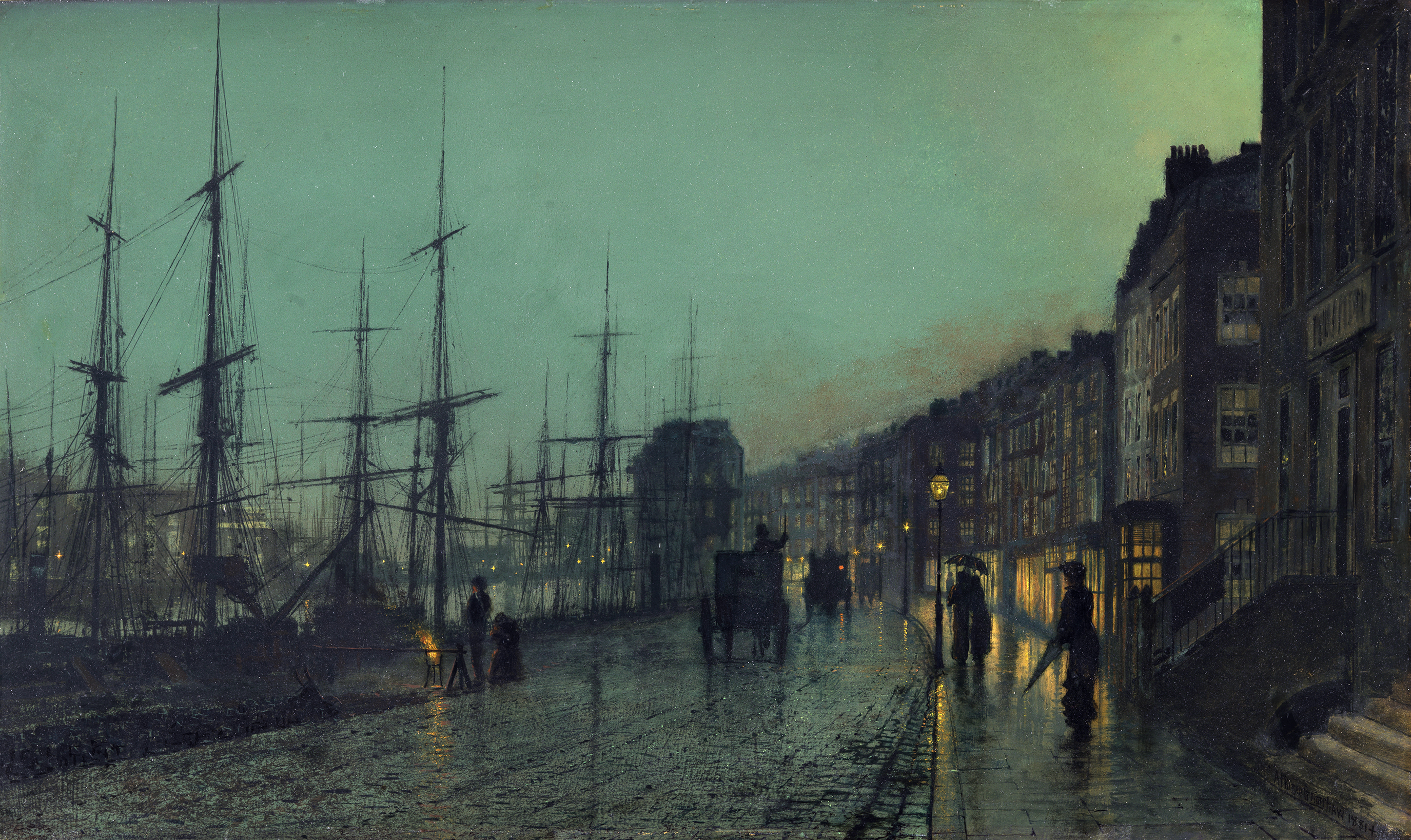
نقاشی رنگ روغن کشتی‌سازی در کلاید (۱۸۸۱). موزه تیسن-بورنمیسا.

او در ۶ سپتامبر ۱۸۳۶ در خیابان پارک، لیدز از مری و دیوید گریمشاو متولد شد. در سال ۱۸۵۶ با دختر عموی خود فرانسیس هوبارد (۱۹۱۷–۱۸۳۵) ازدواج کرد. در سال ۱۸۶۱، در سن ۲۴ سالگی، او کار خود را به عنوان منشی راه‌آهن بزرگ شمال ترک کرد تا نقاش شود. وی نخستین بار در سال ۱۸۶۲، بیشتر نقاشی‌های پرندگان، میوه و شکوفه را تحت حمایت انجمن فلسفی و ادبی لیدز به نمایش گذاشت. گریمشاو و همسرش در سال ۱۸۶۶ به یک ویلای نیمه مجزا نقل مکان کردند که هم‌اکنون شماره ۵۶ جادهٔ کلیف در هیدینگلی به آن اختصاص یافته‌است.

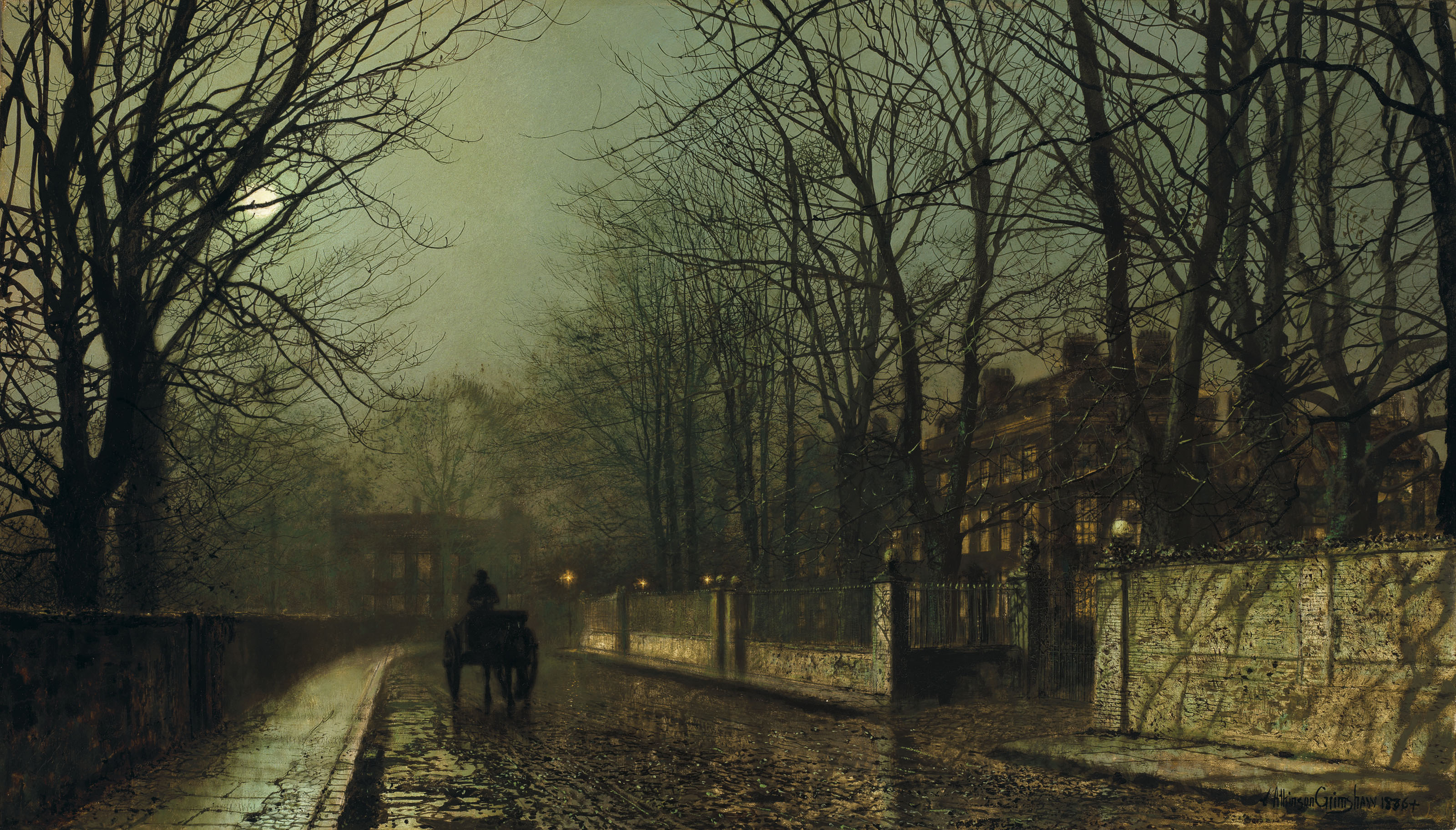
یک ماه مرطوب، خیابان پوتنی (۱۸۸۶). گالری Ferrers لندن.

جان اتکینسون گریمشاو در ۱۳ اکتبر ۱۸۹۳ به خاطر بیماری سل درگذشت و در قبرستان وودهاس به خاک سپرده شد. چهار تن از فرزندان وی، آرتور ا. گریمشاو (۱۹۶۴–۱۸۱۸)، لوئیس اچ. گریمشاو (۱۸۷۰–۱۹۴۴)، ویلفرد گریمشاو (۱۹۷۱–۱۸۷۱) و الینین گریمشاو (۱۹۷۷–۱۸۷۷) نیز نقاش شدند.

## نگارخانه

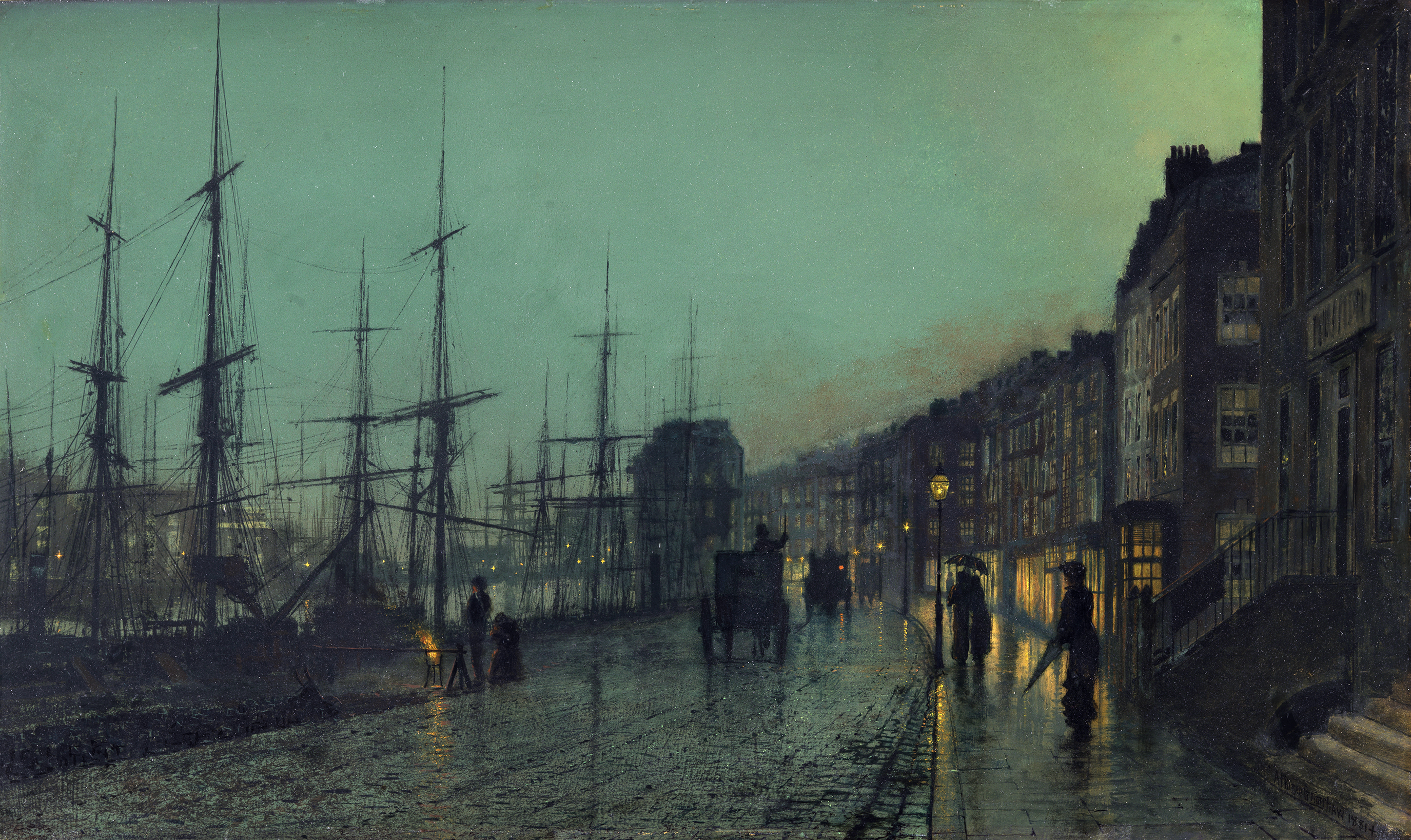
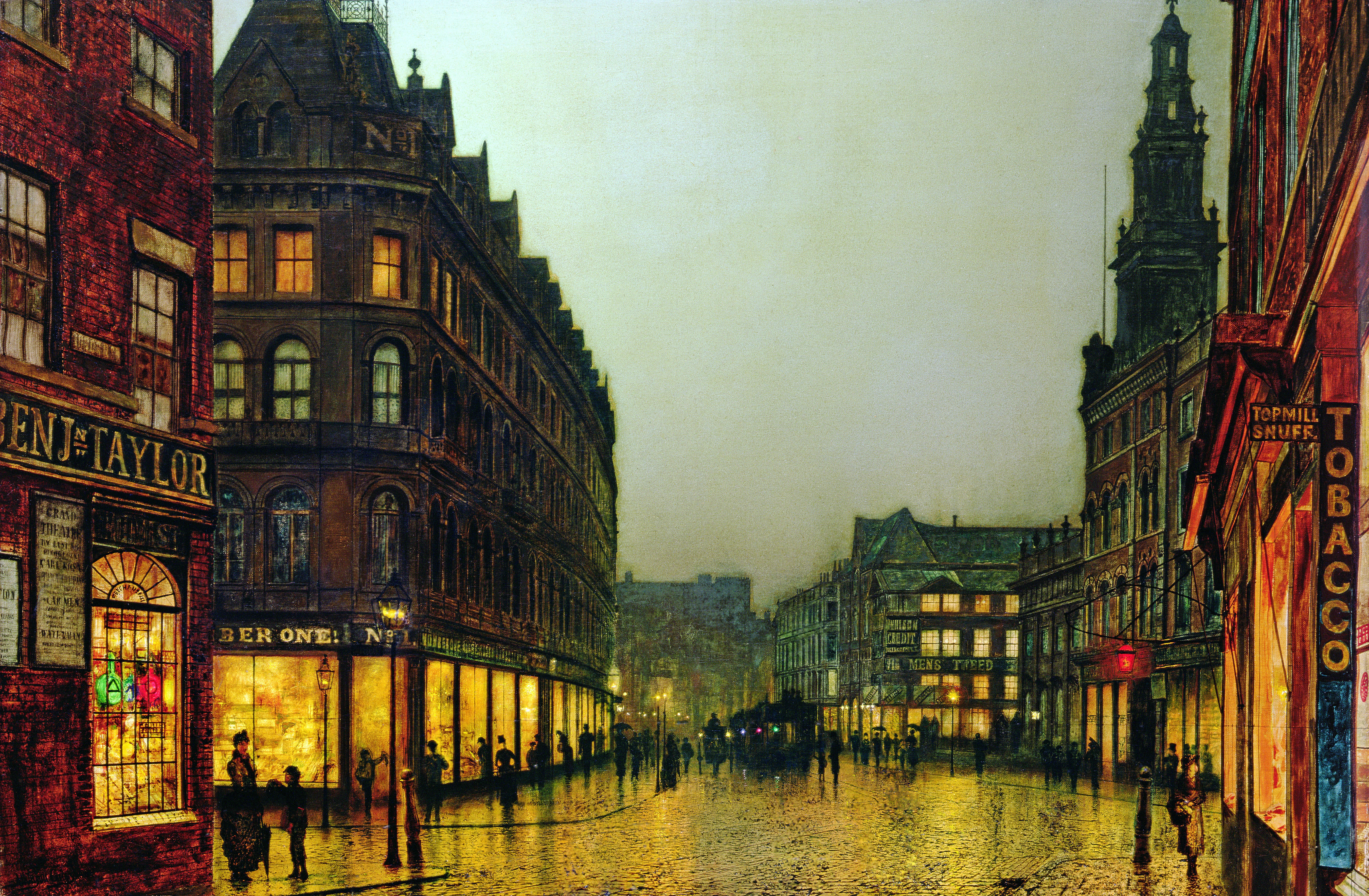
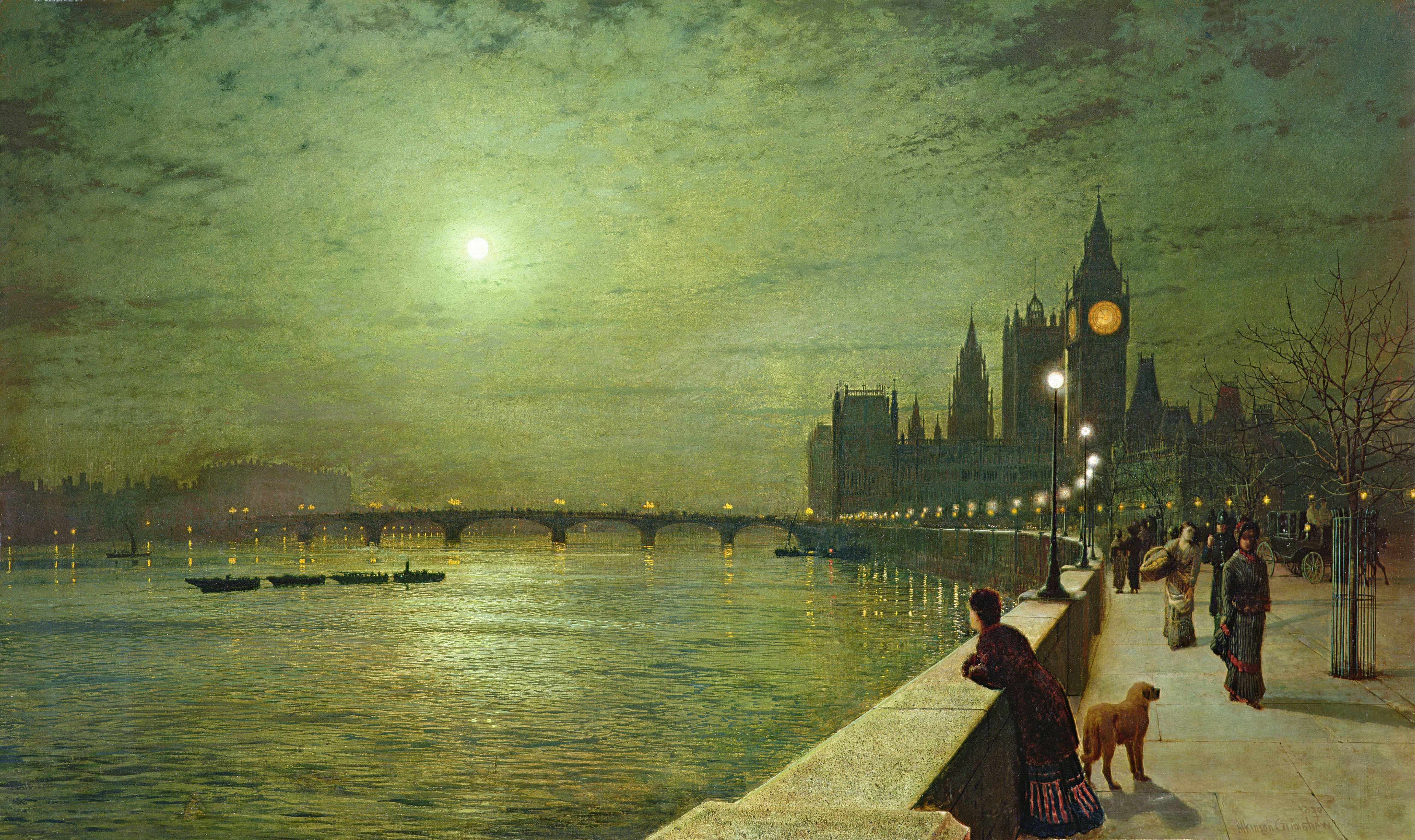
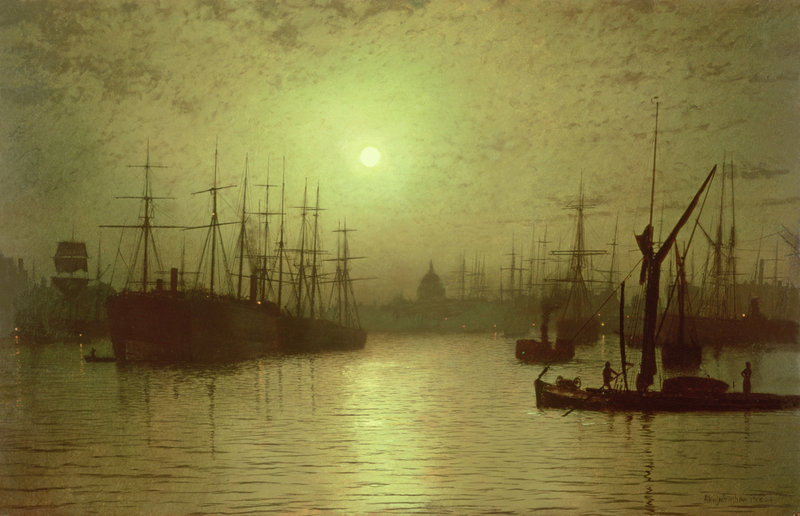
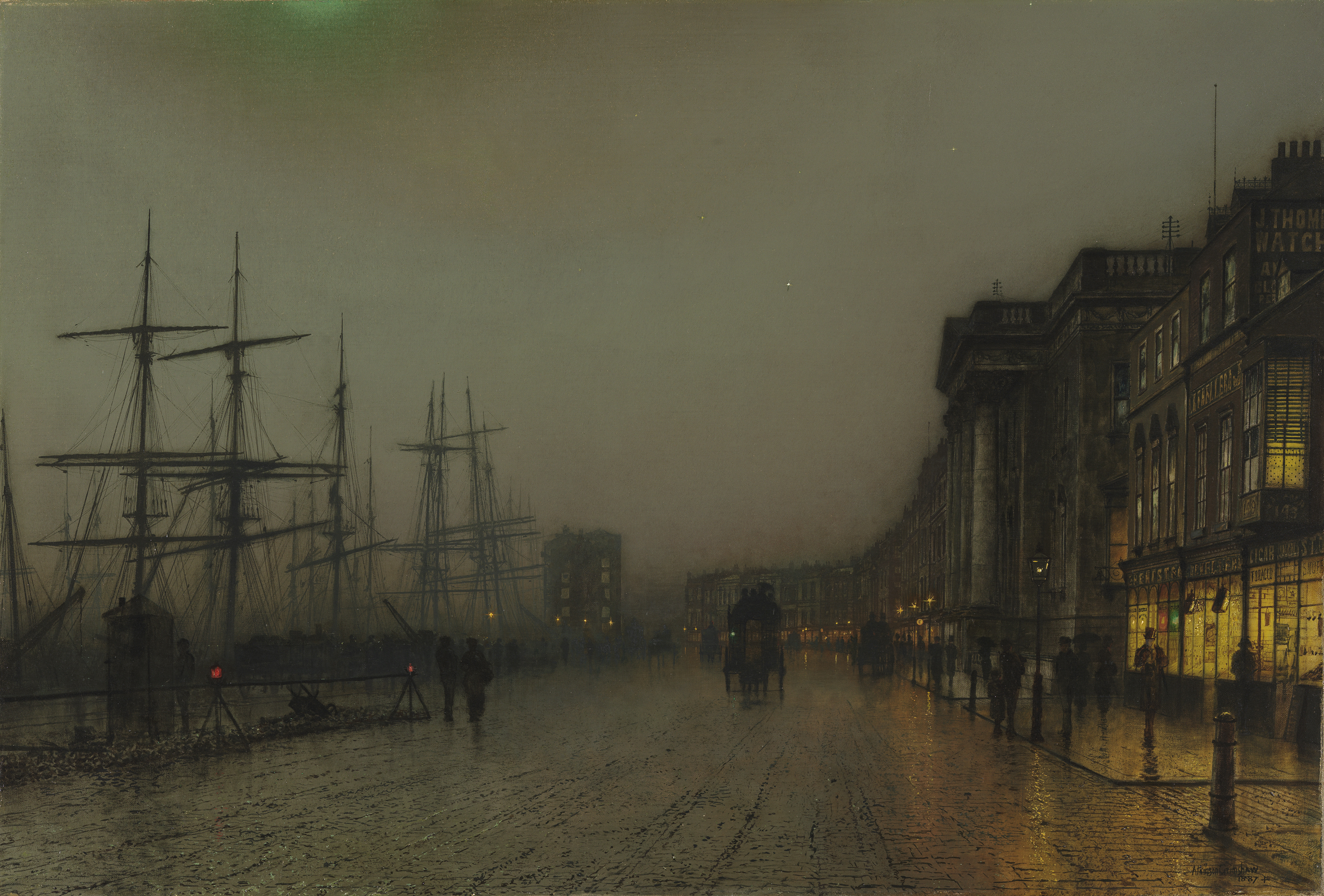